# Rakuten
Rakuten Group, Inc. (楽天グループ株式会社 Rakuten Group Kabushiki-gaisha) er et japansk teknologi-konglomerat. Virksomheden har hovedkvarter i Tokyo og den blev etableret af Hiroshi Mikitani i 1997. Datterselskaber omfatter online markedspladsen Rakuten Ichiba, Viber, e-book distributøren Kobo og mobilselskabet Rakuten Mobile. Rakuten har over 28.000 ansatte i 30 lande.